# 结构

DNA的分子结构对于其功能的实现分外重要。

结构是指在一个系統或者材料之中，互相关联元素的排列及组织。 材料结构包括了诸如建筑物、机器在内的人造物体，以及生物、礦物和化学物质在内的天然物质。抽象的结构则包括计算机科学和音樂形式的数据结构等。结构按类別可分为等级结构（有层次地排列，由上至下，一对多）、网络结构（多对多）、晶格结构（临近的个体互相连接）等。

多巴胺的結構式